# Ferdinand Julian Egeberg
Ferdinand Julian Egeberg (Moss, 23 novembre 1842 – Tolga, 12 settembre 1921) è stato un militare, ciambellano e commerciante norvegese, ricordato per aver fondato il premio sportivo Egebergs Ærespris, considerata la massima onorificenza sportiva norvegese.

## Biografia

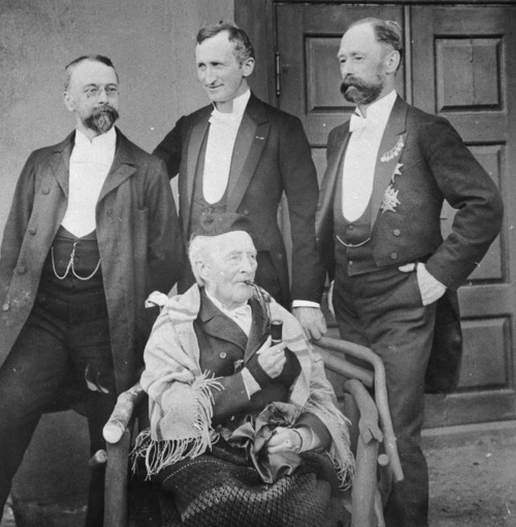
Ferdinand Julian Egeberg con i membri della sua famiglia (l'ultimo uomo sulla destra) (1890).

Egeberg è nato a Moss, nella regione norvegese di Østfold. Era il figlio del commerciante Peder Cappelen Egeberg e Hanna Wilhelmine Scheel. Aveva un fratello, Einar Westye Egeberg Sr. ed era nipote di Westye Egeberg.
Sposò Lucy Parr nel 1876. Il loro figlio Westye Parr Egeberg diventò un possessore di terre.
Morì a Tolga nel 1921, all'età di 78 anni.

### Carriera
Egberg diventò ufficiale navale nel 1863 e nel 1865 iniziò a servire la flotta navale britannica. Fu primo luogotenente à la suite dal 1874, ma venne congedato l'anno successivo. Insieme al fratello Einar, dopo la morte del padre, subentrò nella compagnia di legname Christiania Westye Egeberg & Co. nel 1874. Ha servito come ciambellano per Re Oscar II di Svezia dal 1887 al 1905.
Egeberg fu decorato come cavaliere, prima classe dell'Ordine reale norvegese di Sant'Olav nel 1891. Era un Commendatore, prima classe dell'Ordine danese del Dannebrog, cavaliere grand'ufficiale dell'Ordine della Corona d'Italia, funzionario della Légion d'honneur francese, commendatore dell'Ordine spagnolo di Carlo III, Grand'ufficiale cavaliere dell'Ordine spagnolo di Isabella, e destinatario della Medaglia d'Anniversario del Re Oscar II.

## Egebergs Ærespris
Dopo il suo settantacinquesimo compleanno nel 1917, Egeberg donò 10.000 kr al comitato olimpico norvegese. La sua donazione permise la creazione del premio Kabinetskammerherre Egebergs ærespris for alsidig idrett. Le statuette per l'onorificenza furono ideate il 10 febbraio 1920. Il capitale di base non fu toccato, mentre i fondi degli interessi saranno poi usati per premiare uno sportivo che, negli ultimi due anni, ha eccelso in uno sport e dimostrato di avere le capacità in un secondo sport. Il premio è una statuetta di bronzo modellata dallo scultore Magnus Vigrestad, che ha vinto l'appalto per il design. Il premio era considerato come più valoroso della norvegia.
Oggi il premio è dato dal comitato olimpico norvegese agli atleti che eccellono in uno o più sport nazionalmente e in uno solo internazionalmente.